# Думбревешть (Прахова)
Думбревешть, Думбревешті (рум. Dumbrăvești) — село у повіті Прахова в Румунії. Входить до складу комуни Думбревешть.
Село розташоване на відстані 73 км на північ від Бухареста, 17 км на північ від Плоєшті, 69 км на південний схід від Брашова.

## Населення
За даними перепису населення 2002 року у селі проживали 795 осіб. Рідною мовою 794 особи (99,9%) назвали румунську.
Національний склад населення села:
| Національність | Кількість осіб | Відсоток |
| -------------- | -------------- | -------- |
| румуни         | 788            | 99,1%    |
| цигани         | 6              | 0,8%     |